# Medailové pořadí na Zimních olympijských hrách 1924
Toto je medailové pořadí zemí na Zimních olympijských hrách 1924, které se konaly v Chamonix ve Francii od 25. ledna 1924 do 5. února 1924. Těchto her se zúčastnilo 258 sportovců z 16 zemí v 16 disciplínách v 9 sportech.

## Počet medailí
Toto je kompletní tabulka počtu medailí udělených na Zimních olympijských hrách 1924 podle údajů Mezinárodního olympijského výboru.
| Pořadí | Země                         | Zlato | Stříbro | Bronz | Celkem |
| ------ | ---------------------------- | ----- | ------- | ----- | ------ |
| 1      | Norsko (NOR)                 | 4     | 7       | 6     | 17     |
| 2      | Finsko (FIN)                 | 4     | 4       | 3     | 11     |
| 3      | Rakousko (AUT)               | 2     | 1       | 0     | 3      |
| 4      | Švýcarsko (SUI)              | 2     | 0       | 1     | 3      |
| 5      | Spojené státy americké (USA) | 1     | 2       | 1     | 4      |
| 6      | Velká Británie (GBR)         | 1     | 1       | 2     | 4      |
| 7      | Švédsko (SWE)                | 1     | 1       | 0     | 2      |
| 8      | Kanada (CAN)                 | 1     | 0       | 0     | 1      |
| 9      | Francie (FRA)                | 0     | 0       | 3     | 3      |
| 10     | Belgie (BEL)                 | 0     | 0       | 1     | 1      |
| Celkem | Celkem                       | 16    | 16      | 17    | 49     |